# Eduardo D'Angelo

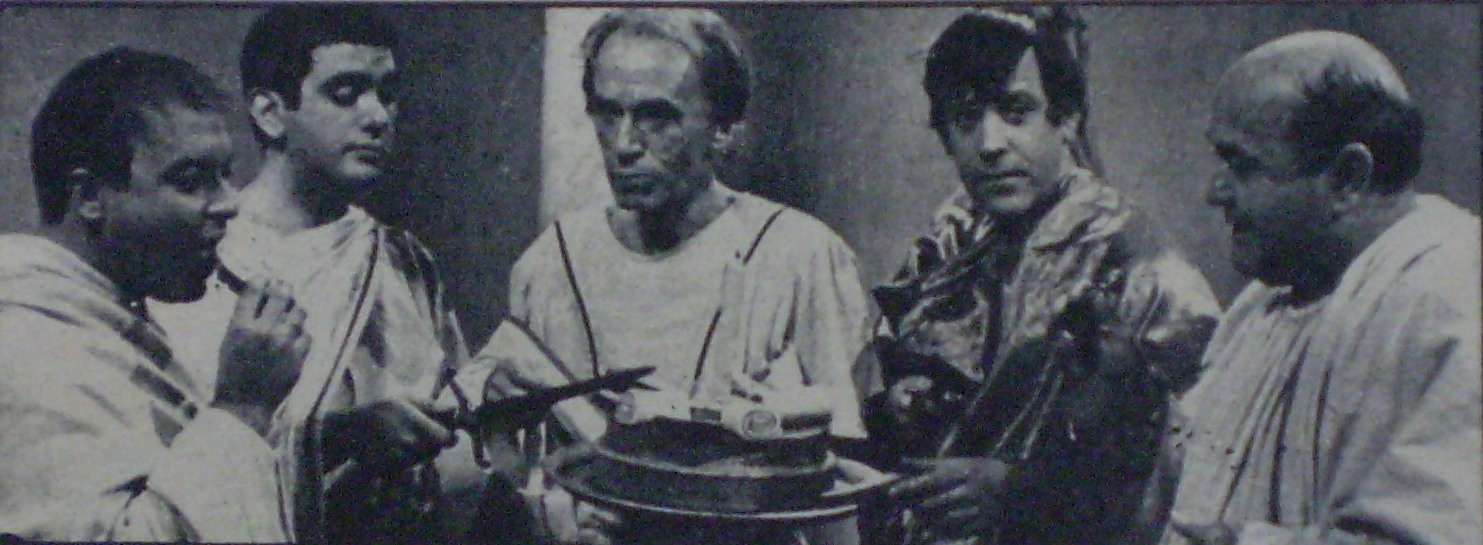
Parte del elenco del programa Telecataplúm, de izquierda a derecha: Andrés Redondo, Eduardo D'Angelo, Raimundo Soto, Ricardo Espalter y Emilio Vidal.

Eduardo Luis D'Angelo Belsito (Montevideo, 4 de enero de 1939 - ibídem, 18 de octubre de 2014) fue un actor, humorista, autor e imitador uruguayo. Fue autor de comedias teatrales y guionista de programas humorísticos tanto en Uruguay como en Argentina.

## Biografía
Su afición al cine marcó definitivamente su carrera profesional, la cual inició en CX 16 Radio Carve de Montevideo, en el programa "La revista infantil", de Miguel Ángel Manzi, donde se destacó como niño prodigio, por sus particulares imitaciones de voces, tales como la del actor argentino Luis Sandrini (su ídolo), que le valieron el tempranero apodo de "Sandrinito".
Su brillo en la radio lo llevó a la televisión, apenas esta fue inaugurada en Uruguay, a través de Canal 10 SAETA. Fue así que en 1957 participó en el programa "Viejo Café del Centro", de Carmelo Imperio.
A partir de allí siguieron años de éxito y en 1962, de la mano de los hermanos Jorge y Daniel Scheck, debuta en el programa cómico Telecataplúm de Canal 12 Teledoce, integrado por un equipo de actores, músicos y humoristas uruguayos, que realizaron otros programas de éxito en varios países sudamericanos como Argentina y Chile. Entre los programas de humor que participó están Decalegrón, Hupumorpo, Jaujarana, Comicolor, Mediomundo e Hiperhumor. Sumado a ello, su participación en el programa Sábados Gigantes, en la década de los '80.
Trabajó con Gabriela Acher, Enrique Almada, Berugo Carámbula, Ricardo Espalter, Julio Frade, Andrés Redondo, Charito Semblat, Raimundo Soto, Henny Trayles, Alfredo de la Peña, Patricia Rozas, Emilio Vidal, etc. Archivado el 11 de mayo de 2008 en Wayback Machine. Un sketch muy celebrado era el de las hermanas Rivarola, en donde D'Angelo componía el personaje de Nenonga.
A nivel personal, D'Angelo creó y realizó programas como: "El hombre del doblaje", "El show de las mil voces de Eduardo D'Angelo" (en radio), "Moviola 4", "De buen humor", "¿Te acordás, Montevideo?", "Platea familiar" y "Matinée de barrio".
Como dato curioso: estuvo en los inicios de los tres canales privados de Montevideo, los canales 10, 4 y 12. 
Aunque pocos lo recuerden, incursionó en el espectáculo infantil, junto a Julio Frade, sustituyendo el ciclo televisivo de Alberto Olmedo, 'Capitán Piluso', brevemente con los personajes de 'El Capitán Cañones' y 'Siempre Listo' en la década de 1970.
Además actuó en la película "La eterna sonrisa de New Jersey" (1989), junto a Daniel Day-Lewis.
Su capacidad para imitar voces de artistas de radio, televisión y cine, lo hicieron muy reconocido, como así también su veta de libretista, que lo llevó a crear y/o participar en los libretos de todos los programas en los que trabajó.
Era además un gran caricaturista, y tenía como hobby coleccionar películas (sobre todo del cine clásico), contando con un gran archivo.
Escribió 19 obras de teatro (Leche hervida, Esposa para dos, fueron dos grandes éxitos, la última junto a Ricardo Espalter y Enrique Almada) además es creador y guionista de muchos de los grandes éxitos humorísticos de la televisión nacional.
Una de sus últimas presentaciones en público fue en el Teatro Stella, a mediados de 2014, con la obra teatral El mayordomo y la dama brillante.